# Пустынный бандикут
Пусты́нный бандику́т (лат. Perameles eremiana) — вымерший вид из рода длинноносых бандикутов семейства бандикутовые.
Обитал в засушливых районах центральной Австралии (в Северной Территории и штате Западная Австралия). Последняя находка зафиксирована в 1943 году.
Длина тела составляла от 18 до 28,5 см, хвост около 10 см. Имел длинные уши, а на подошвах задних лап выраженное оволосение. Окрас по бокам и на спине тускло-оранжевый. Рацион точно неизвестен, но были сообщения о том, что он включал муравьёв, термитов и личинок жуков.
Первые находки (в районе города Алис-Спрингс) были описаны в 1897 году. Вероятно был обычен на отдалённых участках северо-запада Южной Австралии, юго-западе Северной Территории и центральной части Западной Австралии по крайней мере до 1930-х годов. Неподтверждённые сообщения допускают, что его ареал мог простираться до пустыни Танами и засушливого западно-австралийского побережья между городами Брум и Порт-Хедленд.
Излюбленными местами обитания были песчаные, поросшие злаками пустыни. Вероятно вымер в промежуток между 1943 и 1960 годами. Причины исчезновения неясны, но, возможно, оно связано с неконтролируемыми пожарами, последовавшими за уходом австралийских аборигенов из пустынь в центре материка. Другим неблагоприятным фактором могли стать завезённые в Австралию лисицы и кролики.